# Federico García Sanchiz
Federico García Sanchiz (Valencia, 7 de marzo de 1886-Madrid, 11 de junio de 1964) fue un escritor, novelista, ensayista, prologuista, periodista y viajero español, miembro de la Real Academia Española, conferenciante muy solicitado, aunque él mismo se denominaba charlista.

## Biografía

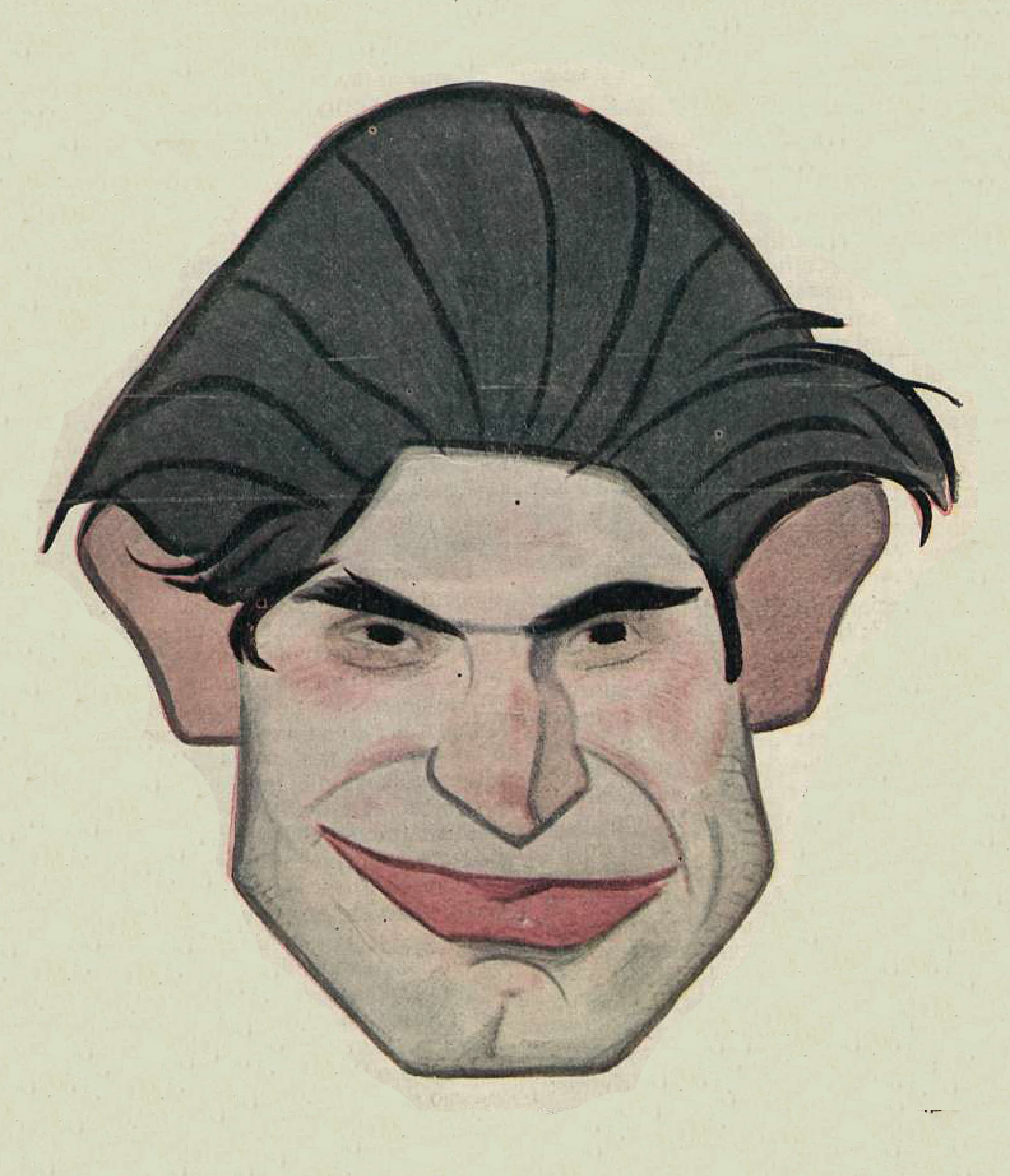
Caricaturizado por Tovar en Flirt (1922)

Se licenció en Filosofía y Letras por la Universidad Central. Debió su fama dentro y fuera de España a sus Charlas, conferencias que daba en los escenarios y en las salas del mundo hispánico, pero esta fama, según Sainz de Robles,

Hizo olvidar sus brillantes crónicas de prensa, sus novelas breves... Sin embargo, su producción novelesca, no muy copiosa, me parece digna de recuerdo principalmente por la riqueza y el brillo fulgurante de su estilo -mediterráneo, cegador en su limpieza- y por la levedad exquisita de sus temas; en ocasiones, su realismo se funde con lo poemático y vale más que los personajes y que los temas de sus narraciones la plasticidad de los escenarios, naturales o artificiales.

Rafael Cansinos Assens lo describe así:

Como un joven fauno, henchido hasta reventar de la alegría de vivir..., audaz y jovial, festivo y saltante, ebrio de alegría y buena sensualidad, arrojando brazadas de flores y puñados de frutos levantinos y tornasoladas pompas de jabón y chiribitas solares...

En 1931 actuó en la película de Edgar Neville Yo quiero que me lleven a Hollywood, que se estrenó el 20 de junio de ese mismo año, en la cual interpretó el papel de un escritor.
Los años veinte y treinta, y tras la guerra española hasta bien entrados los cincuenta, fueron las épocas de su gran triunfo. Militante carlista, durante la guerra civil española apoyó a la causa nacional participando en varios actos benéficos y propagandísticos. El conferenciante llevó a cabo extensas giras por todos los continentes y, singularmente, por los países de habla española. Fue pionero en la utilización de la palabra españolear.

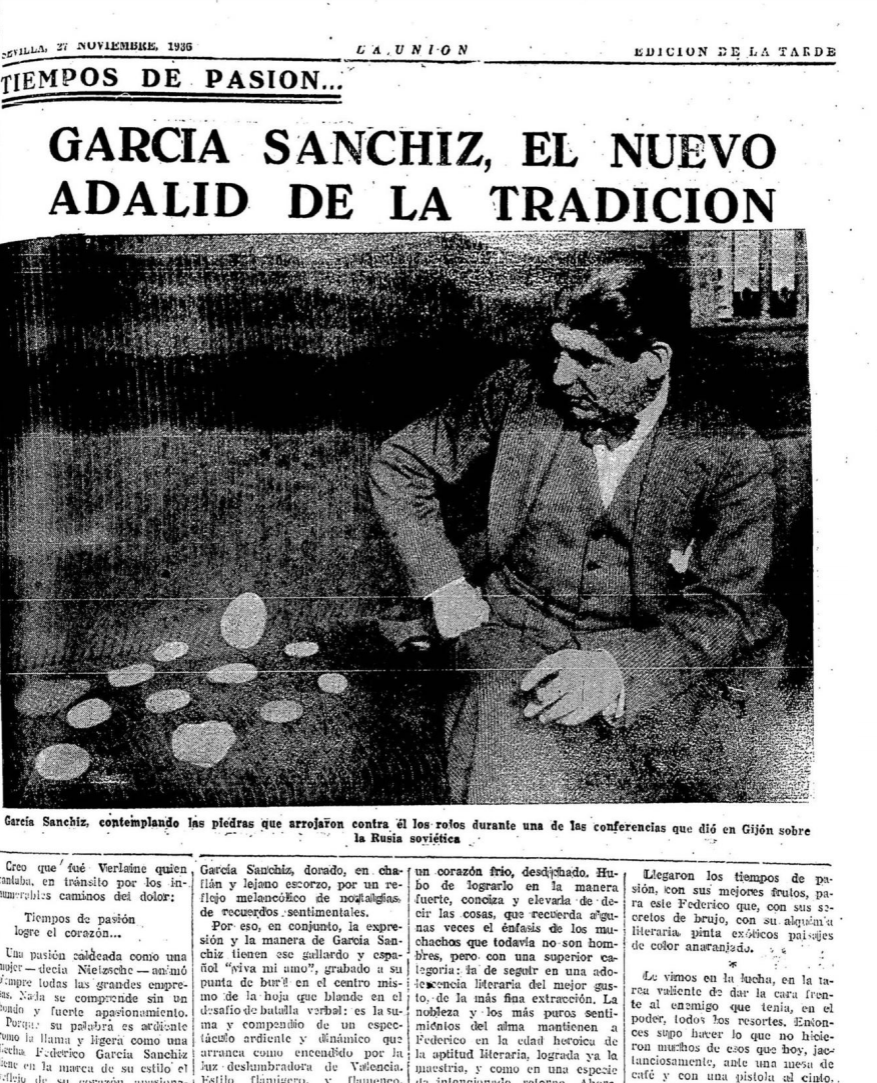
Federico García Sánchiz en el diario tradicionalista La Unión de Sevilla (27-11-1936).

Federico García Sanchiz, el famoso charlista, el hombre que había recorrido el mundo entero haciendo de la elegancia de su palabra su principal herramienta para la cultura y el trabajo, accedió a la llamada de Las Provincias, y volvió a escribir en el periódico donde tantos amigos había tenido desde sus inicios. Pero el 15 de septiembre de 1963, cuando se confesaba ya cansado, regresó al periódico, respondiendo a la invitación de su director, y lo hizo con un trabajo en el que recordaba su primera charla. García Sanchiz fue charlista, una profesión, por así decirlo, que él mismo acuñó con su quehacer, específico y en realidad inimitable. A mitad de camino entre la conferencia y el monólogo, el género de la charla remite a un tiempo donde el público llenaba teatros, grandes salones sociales, enormes aulas universitarias para asistir durante no menos de dos horas, cultura, garra y una gran capacidad para dominar los recursos gestuales de comunicación con el público. 
En 1928 se casó con Maria Isabel Ferragut Quintana. Su hijo, Luis Felipe García Sanchis, fue marinero y requeté y murió a bordo del Baleares durante la Guerra Civil. La actual Avenida del Puerto de Valencia llevó durante el franquismo el nombre de su hijo.
En 1937 dio el primer pregón de la Semana Santa en Sevilla, y en 1956 el primero de la Semana Santa de Badalona.

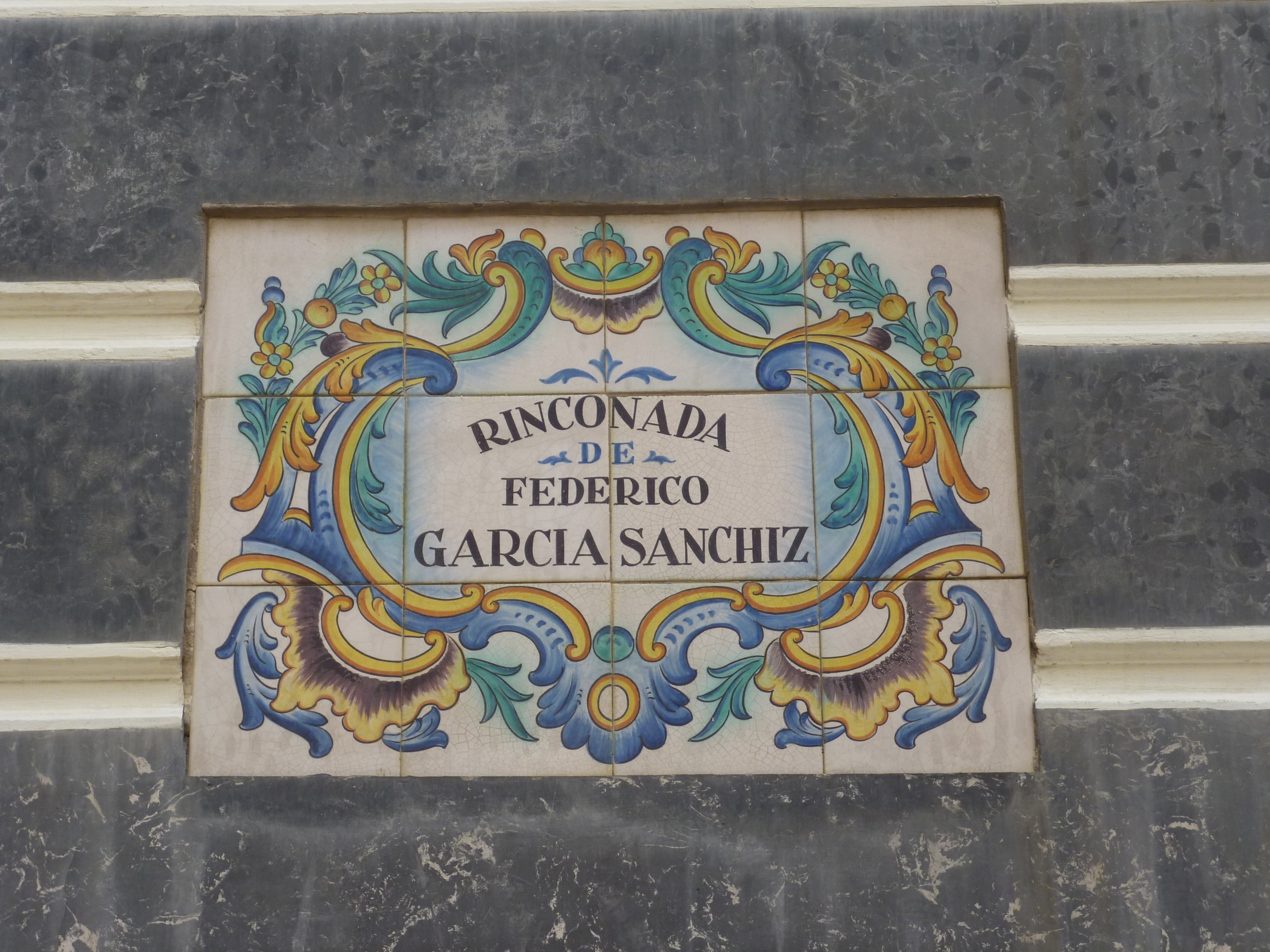
Señal de la Rinconada de Federico García Sanchiz en Valencia

Tomó posesión de la silla H en la Real Academia Española el 19 de enero de 1941, pronunciando un discurso sobre las charlas. Formó parte de la academia de Bellas Artes de Valencia, y de la Real Academia Sevillana de Buenas Letras, y fue nombrado doctor honoris causa por la Universidad de Santo Tomás de Manila. Falleció en su domicilio del número 28 de la madrileña calle de Serrano el 11 de junio de 1964. Su necrológica fue pronunciada por Melchor Fernández Almagro. Sus cenizas descansan en El Toboso, en donde el escultor Enric Monjo le dedicó una escultura.
Hasta septiembre de 2017, existía una calle en Valencia con su nombre; el Ayuntamiento de Valencia, alegando cumplir con la Ley de Memoria Histórica, cambió la denominación de la vía por "calle de la Cultura". Dedicados a García Sanchiz hay una estatua y un colegio de educación primaria en Alcira: CEIP Federico García Sanchiz de Alzira. 
En El Toboso, hay un jardín medio escondido en su honor.

## Obra
| - Por tierras fragosas, 1906. - El humo del país - Las siestas del Cañaveral, 1907 - Historia Romántica - Playa dormida - La comedieta de las venganzas - El caballerito del puerto, 1925. | - Nuevos descubrimientos de Canarias - La sulamita, 1918. - Color - Sensaciones de Tánger y Tetuán - Pastorela - El barrio latino, 1914. - El corazón astrónomo, 1927. | - El delito - Al son de la guitarra, 1916. - El arte Anglada - Champagne y diario de un bohemio, 1917. - Tierras, tiempos y vida (1958) - América, Españolear (1963) |